# Georg Bronner
Georg (Jürgen) Bronner (getauft am 17. Februar 1667 in Hamburg; begraben am 8. März 1720 ebenda) war ein deutscher Komponist und Kantor.

## Leben
Georg Bronner, Sohn des Christoffer Bronner (auch Brunner), aus Groden (Cuxhaven) und der Margareta Brodhagen aus Hamburg war seit Ostern 1688 als Küster und von Ostern 1689 bis Weihnachten 1719 zugleich als Organist am Heiligen-Geist-Hospital in Hamburg tätig. 1699 übernahm er gemeinsam mit einem Dr. M. Cordes das Direktorium der 1678 von Gerhard Schott begründeten Oper am Gänsemarkt, gab es aber schon im gleichen Jahre wieder an diesen ab. Bronners Tätigkeit als Komponist für die Gänsemarktoper erstreckt sich auf die Zeit von 1693 bis 1702. Hier dürfte seine Hauptbedeutung gelegen haben, wenn er auch Kantaten geschrieben hat.
Allerdings ist von Bronners Werken nur ein Choralbuch von 1715 erhalten. Von den 7 Opern, die Bronner zum Teil gemeinsam mit Johann Mattheson und Johann Christian Schieferdecker komponierte, sind nur die Titel bekannt.
Mattheson hob den kompositorischen Wert Bronners hervor:
Daß es nicht ein Jeder so gut machen werde, wie der ehemalige Hamburgische Organist Bronner; denn dieser verstorbene gute Mann hatte, nach seiner Art, obgleich eben keine Vollkommenheit, doch nicht selten solche Einfälle, die sich gar wohl hören ließen, und keineswegs zu verwerfen waren, wie die zu der Zeit berühmten und beliebten Opern: Narcissus und Procris, unter anderen sattsam bewiesen haben.
Ein Schüler Bronners war der Stralsunder Organist Christoph Raupach.

## Werke (Auswahl)
- Echo und Narcissus (Libretto Friedrich Christian Bressand), Oper (1693 Hamburg; 1693 auch in Braunschweig)
- Venus oder Die siegende Liebe (Heinrich Hinsch oder Jakob Kremberg), Oper (1694 Hamburg)
- VI geistliche Concerte (Hamburg, 1696)
- 6 deutsche Cantaten … nach italienischer Manier (Leipzig, 1699)
- Procris und Cephalus (Bressand), Oper (1701 Hamburg)
- Beatrix (Hinsch), Oper (1702 Hamburg); 1701 unter dem Titel Philippus Herzog von Mailand wohl unter Mitwirkung Matthesons komponiert
- Berenice (Hinsch nach Apostolo Zeno), Oper (1702 Hamburg); zusammen mit Mattheson
- Tod des großen Pans (Hinsch), Oper (1702 Hamburg); auf den Tod von Gerhard Schott, komponiert von Bronner und Mattheson
- Victor Herzog der Normannen (Hinsch), Oper (1702 Hamburg); je ein Akt von Bronner, Schieferdecker und Mattheson
- Der Gott liebenden Seelen Wallfahrt (Oratorium 1710, Senatsarchiv, Hamburg)
- Es woll uns Gott genädig sein (Kantate 1714)
- Das … vollkommene Musikalisch-Choral-Buch (Hamburg, 1715)
- Nun lob mein Seel den Herren (Kantate)